# شغل پرخطر
شغل پرخطر (انگلیسی: Extreme Job) یک فیلم در ژانر کمدی و اکشن است که در سال ۲۰۱۹ منتشر شد. از بازیگران آن می‌توان به ریو سونگ ریونگ و لی هانی اشاره کرد.